# 瑙萨里
瑙萨里（羅馬化：Navsāri）是位于印度西部古吉拉特邦瑙萨里县的一座城市，2001年人口134,009。

## 人口
该地2001年总人口134009人，其中男性69766人，女性64243人；0－6岁人口14294人，其中男7714人，女6580人；识字率76.16%，其中男性为80.01%，女性为71.98%。